# Tammerkoski (Tampere)
Tammerkoski, anciennement appelé centre-ville, (finnois : Keskikaupunki) est le  quartier numéro 2  (finnois : Kaupunginosa II) de Tampere en Finlande.

## Description
Le quartier central est limité au sud par la rue Hämeenkatu, au nord par la rue Satakunnankatu, à l'est par les rapides Tammerkoski et à l'ouest par le parc du Häme.
Les noms de rue les plus anciens de Tampere, déjà introduits en 1807 et 1822, mais seulement officiellement approuvés par plan de la ville en 1868, sont Hämeenkatu,  Kauppakatu,  Kirkkokatu,  Kuninkaankatu et  Puutarhakatu.
L'ancienne rue Itäinenkatu est rebaptisée rue Aleksis Kivi et l'ancienne Läntinenkatu est renommée Näsilinnankatu lors de la réforme du nom de rue mise en œuvre en 1936.
Le nom Itäinenkatu a été réintroduit en 1995 dans l'ancienne zone de l'usine Finlayson au nord de Satakunnankatu, où elle forme une extension de la rue Aleksis Kivi.

## Lieux et monuments
- Place centrale de Tampere
- Ancienne église
- Mairie de Tampere
- Maison Sandberg
- Maison Tuulensuu
- Maison des prêts sur gage (fi)
- Kauppa-Häme
- Laikunlava
- Maison Tammero
- Papeterie Frenckell
- Maison des étudiants
- Immeuble de la KOP
- Maison des étudiants de Tampere
- Théâtre de Tampere
- Maison Tirkkonen
- Place centrale de Tampere
- Ainanlinna
- Kauppakatu
- Kelan talo
- Keskusvirastotalo
- Kirjastonpuisto
- Maison de la culture Laikku
- Osuuspankintalo
- Puutarhakadun liiketalo
- Seurakuntien talo
- Säästöpankintalo
- Maison Tammero
- Vapaakirkko

## Galerie

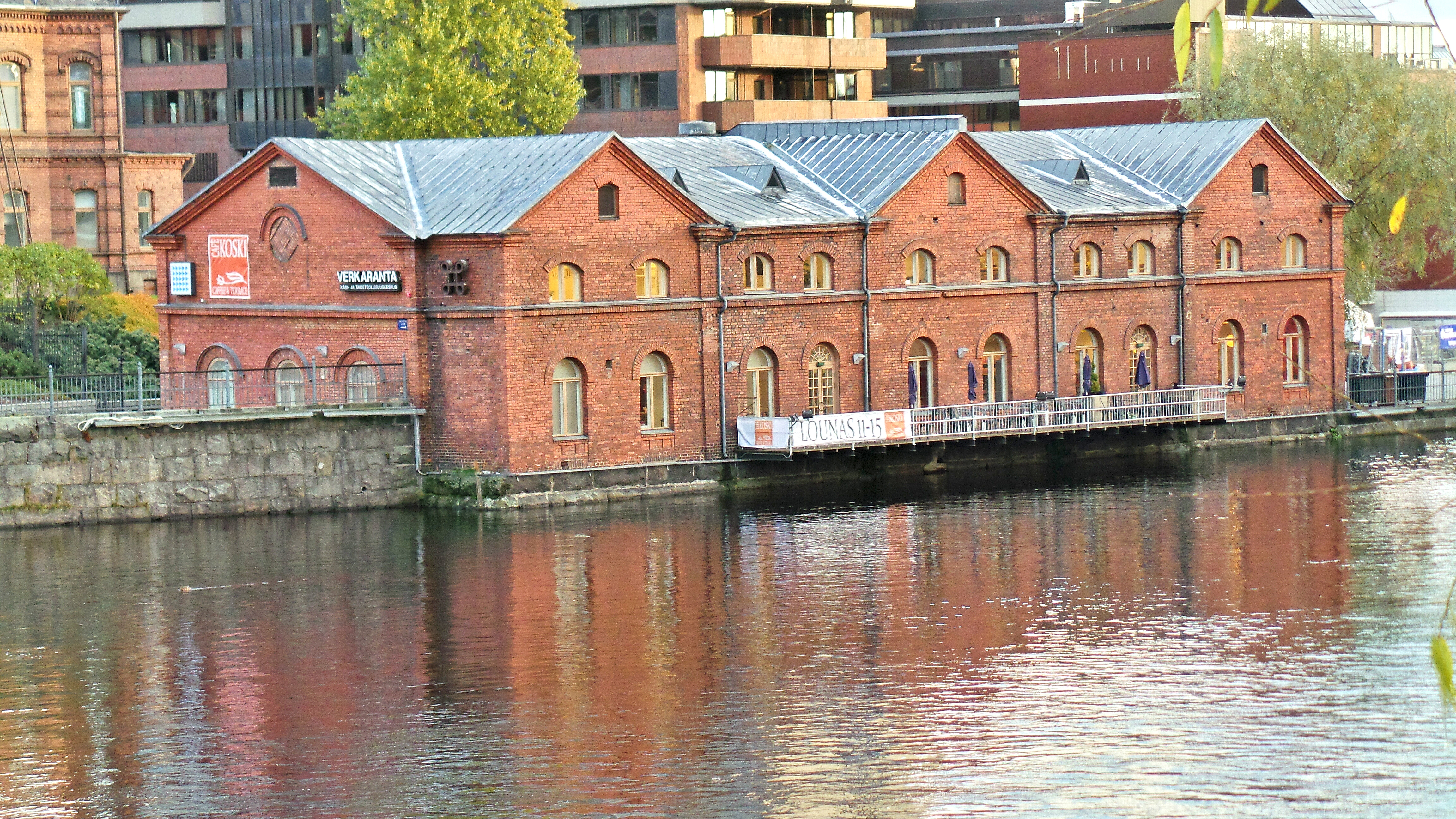
Verkaranta.
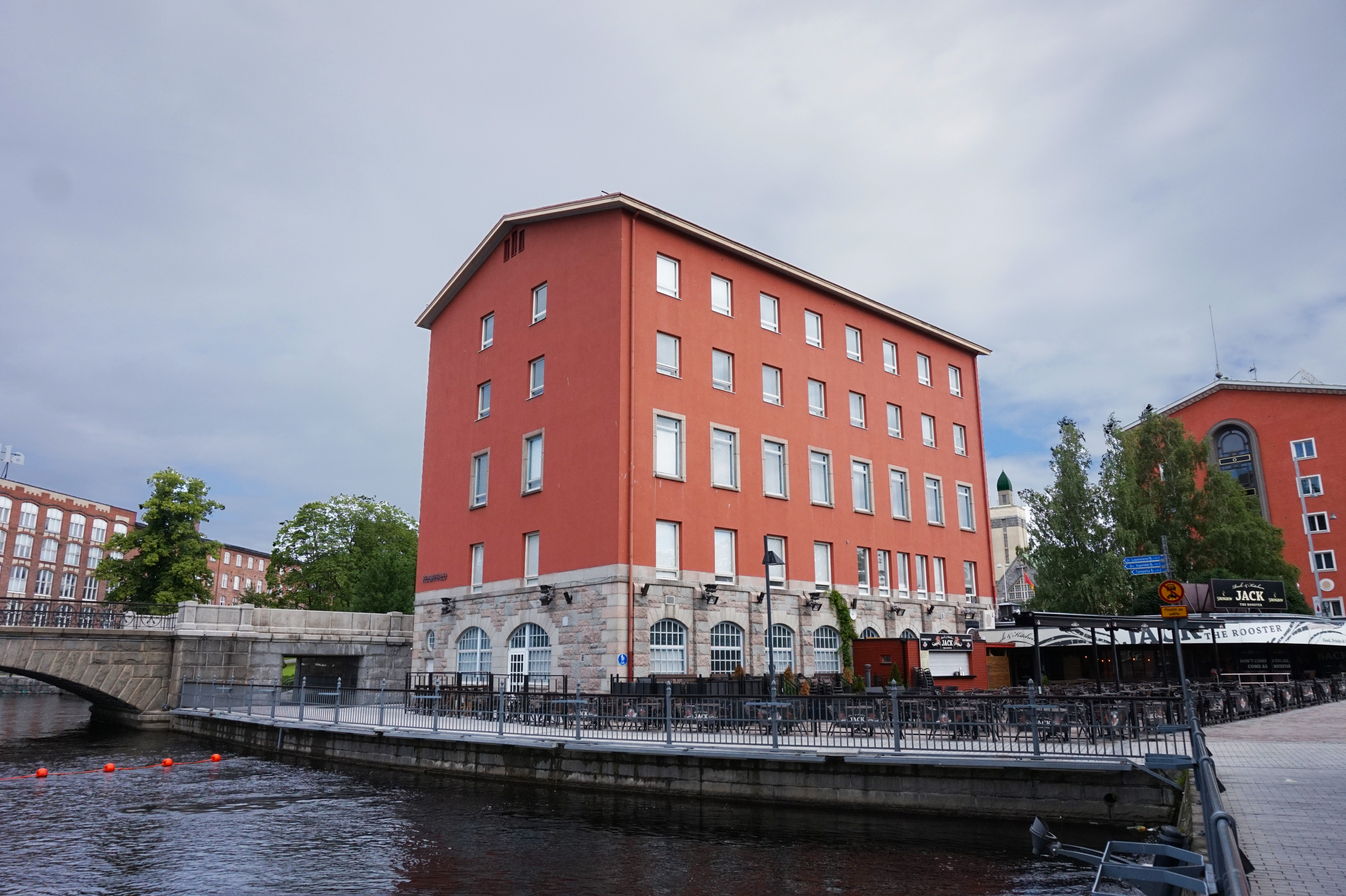
Koskitalo.
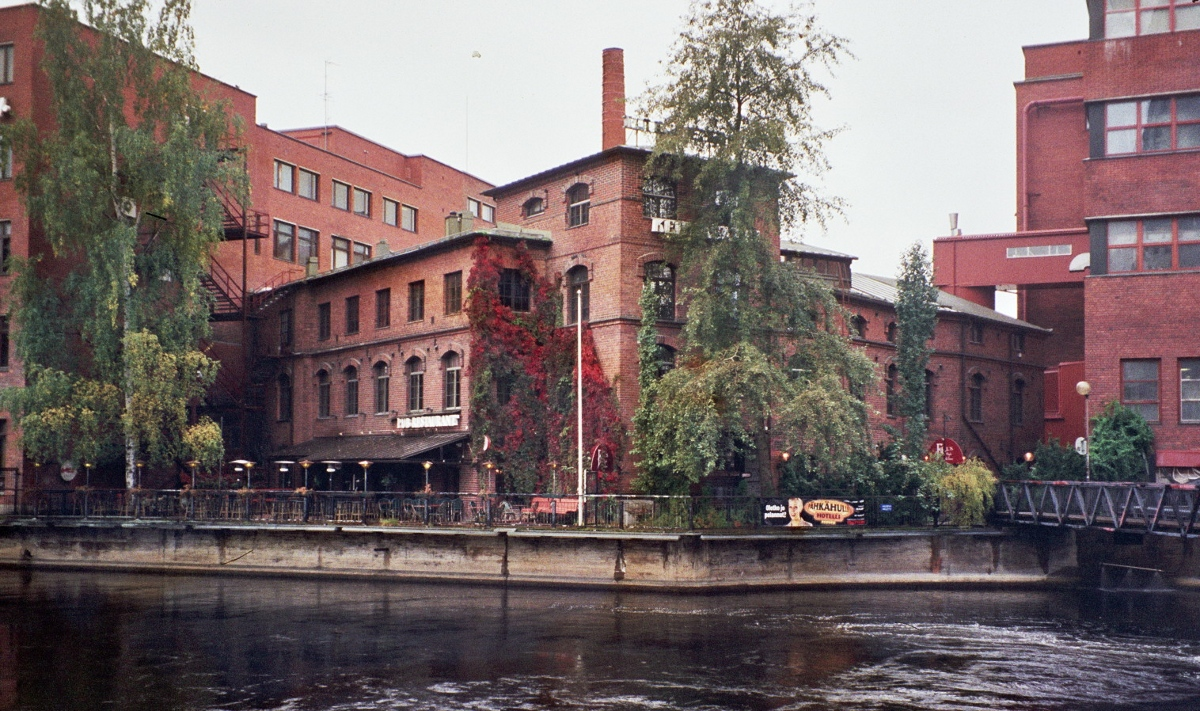
Kehräsaari.
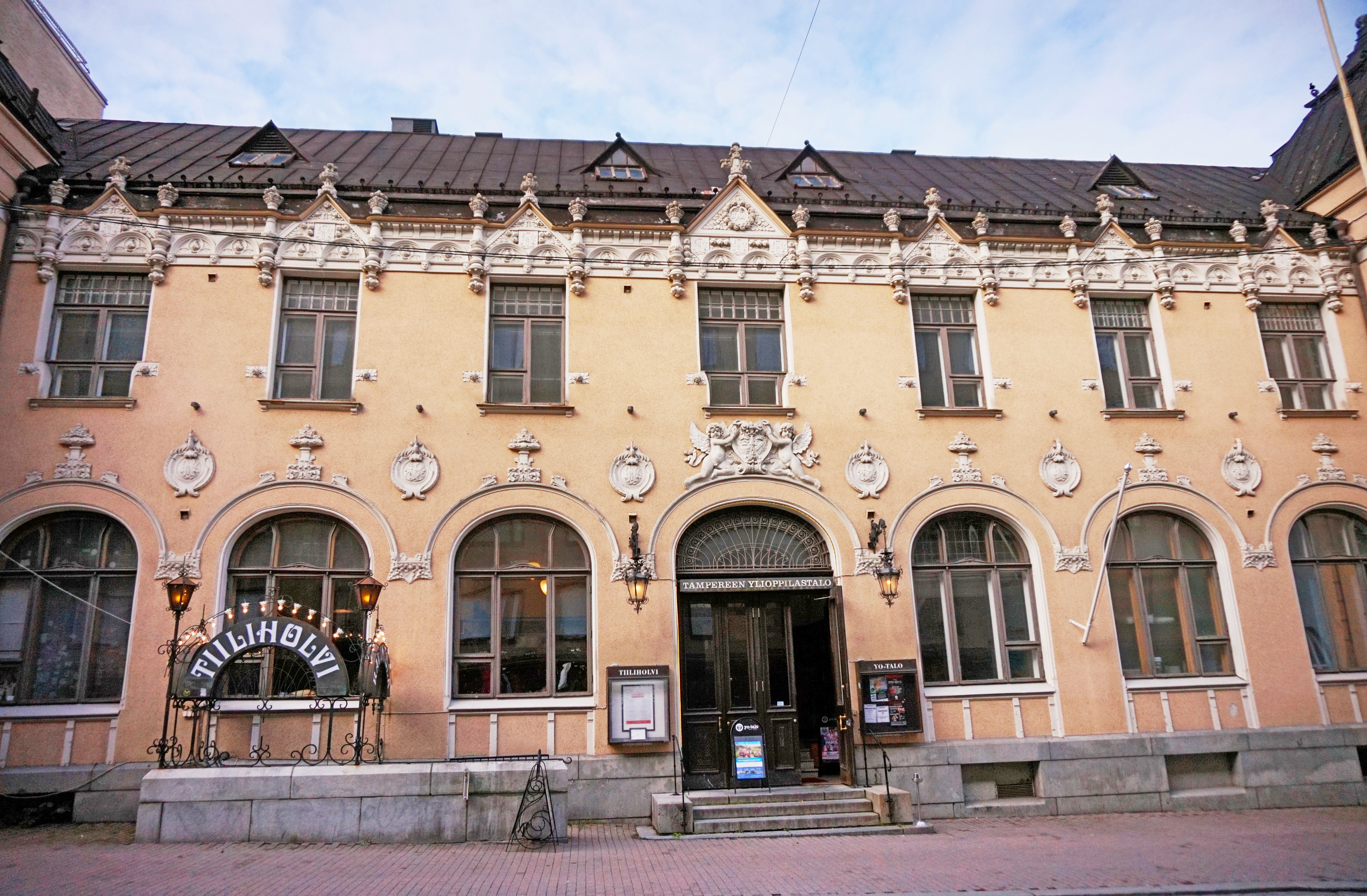
Maison des étudiants
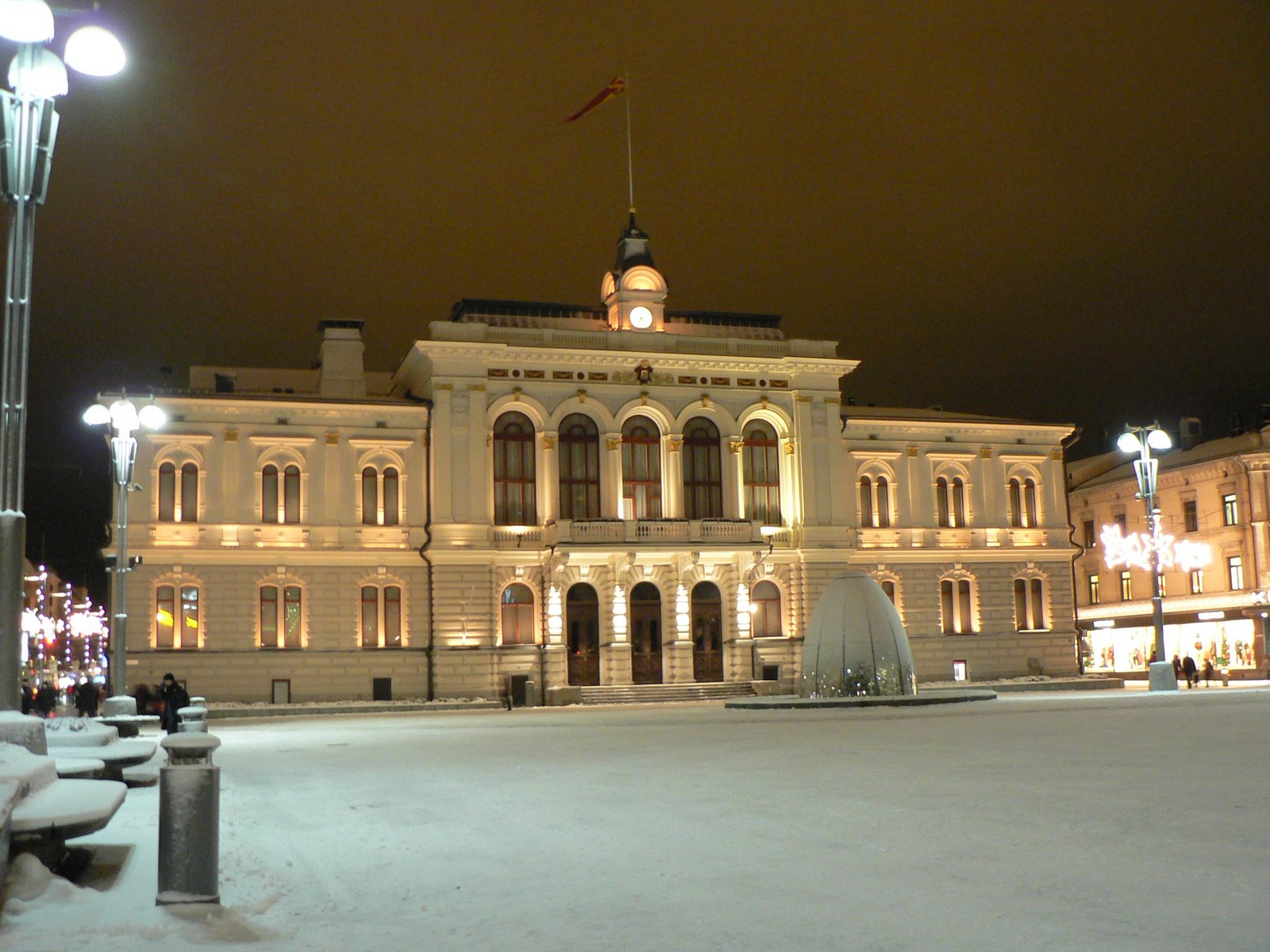
La mairie de Tampere.
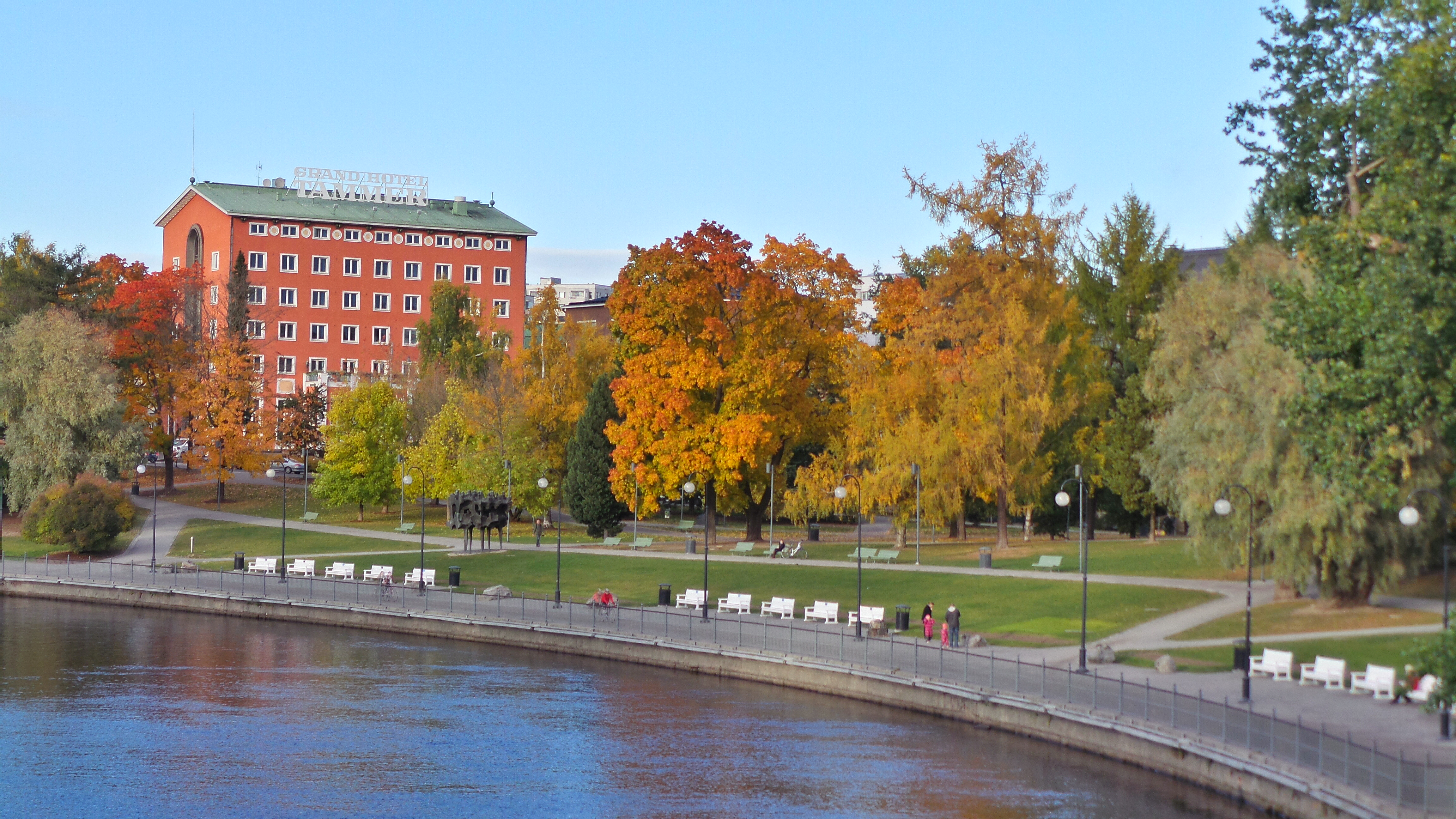
Le  parc des rapides.